# Görbe-patak (Gyimesek)
A Görbe-patak (románul: Râul Gârbea) a Tatros bal oldali mellékvize Romániában, Erdélyben, Hargita megye területén. 

## Fordítás
- Ez a szócikk részben vagy egészben a Gârbea River című angol Wikipédia-szócikk ezen változatának fordításán alapul.  Az eredeti cikk szerkesztőit annak laptörténete sorolja fel. Ez a jelzés csupán a megfogalmazás eredetét és a szerzői jogokat jelzi, nem szolgál a cikkben szereplő információk forrásmegjelöléseként.